# Rhynchagrotis observabilis
Rhynchagrotis observabilis är en fjärilsart som beskrevs av Augustus Radcliffe Grote 1875. Rhynchagrotis observabilis ingår i släktet Rhynchagrotis och familjen nattflyn. Inga underarter finns listade.